# Neckarzimmern
Neckarzimmern is een plaats in de Duitse deelstaat Baden-Württemberg, en maakt deel uit van het Neckar-Odenwald-Kreis.
Neckarzimmern telt 1.498 inwoners.
Adelsheim ·
Aglasterhausen ·
Billigheim ·
Binau ·
Buchen ·
Elztal ·
Fahrenbach ·
Hardheim ·
Haßmersheim ·
Höpfingen ·
Hüffenhardt ·
Limbach ·
Mosbach ·
Mudau ·
Neckargerach ·
Neckarzimmern ·
Neunkirchen ·
Obrigheim ·
Osterburken ·
Ravenstein ·
Rosenberg ·
Schefflenz ·
Schwarzach ·
Seckach ·
Waldbrunn ·
Walldürn ·
Zwingenberg